# Вури (река)
Вури (фр. Wouri) — река в Центральной Африке. Протекает по территории департаментов Вури и Нкам Прибрежного региона Камеруна.
Образуется при слиянии Макомбе и Нкам в 25 км к северо-востоку от города Ябаси. Протяжённость реки составляет около 160 км. Судоходна река около 64 км вверх по течению от города Дуала. Впадает в залив Биафра.
Первым европейцем, исследовавшим устье реки (в 1472 году), был португальский мореплаватель и исследователь Фернан ду По. Исследователи обнаружили в реке креветку Lepidophthalmus turneranus. Первоначальное название реки Rio dos Camarões, что на португальском языке означает «река креветок». Отсюда и произошло название Камеруна.
В 1950-х годах, во время колониального периода, французскими властями был построен мост через реку, который соединяет город Дуалу с городом Bonabéri. Мост в настоящее время имеет большое экономическое значение для западного Камеруна.